# Štáblovice
Štáblovice (Duits: Stablowitz) is een Tsjechische gemeente in de regio Moravië-Silezië, en maakt deel uit van het district Opava.
Štáblovice telt 610 inwoners (2006).
Bělá ·
Bohuslavice ·
Bolatice ·
Branka u Opavy ·
Bratříkovice ·
Brumovice ·
Březová ·
Budišov nad Budišovkou ·
Budišovice ·
Čermná ve Slezsku ·
Darkovice ·
Děhylov ·
Dobroslavice ·
Dolní Benešov ·
Dolní Životice ·
Háj ve Slezsku ·
Hať ·
Hlavnice ·
Hlubočec ·
Hlučín ·
Hněvošice ·
Holasovice ·
Hrabyně ·
Hradec nad Moravicí ·
Chlebičov ·
Chuchelná ·
Chvalíkovice ·
Jakartovice ·
Jezdkovice ·
Kobeřice ·
Kozmice ·
Kravaře ·
Kružberk ·
Kyjovice ·
Lhotka u Litultovic ·
Litultovice ·
Ludgeřovice ·
Markvartovice ·
Melč ·
Mikolajice ·
Mladecko ·
Mokré Lazce ·
Moravice ·
Neplachovice ·
Nové Lublice ·
Nové Sedlice ·
Oldřišov ·
Opava ·
Otice ·
Píšť ·
Pustá Polom ·
Radkov ·
Raduň ·
Rohov ·
Skřipov ·
Slavkov ·
Služovice ·
Sosnová ·
Staré Těchanovice ·
Stěbořice ·
Strahovice ·
Sudice ·
Svatoňovice ·
Šilheřovice ·
Štáblovice ·
Štěpánkovice ·
Štítina ·
Těškovice ·
Třebom ·
Uhlířov ·
Velké Heraltice ·
Velké Hoštice ·
Větřkovice ·
Vítkov ·
Vršovice ·
Vřesina ·
Závada